# جايسون مينا
جايسون مينا (بالإسبانية: Jayson Mena)‏ هو لاعب كرة قدم ومدرب كرة قدم تشيلي، ولد في 13 مارس 1992 في كونثبثيون في تشيلي. لعب مع أونيفرسيداد دي كونسيبسيون ‏.

## وصلات خارجية
- جايسون مينا على موقع قاعدة بيانات كرة القدم.إي يو (الإنجليزية)
- جايسون مينا على موقع Soccerway.com (الإنجليزية)